# Cristo morto (Donatello)
Il Cristo morto è un rilievo bronzeo di Donatello facente parte della decorazione dell'altare della basilica del Santo a Padova. Misura 58x56 cm e risale a dopo il 1446, è stato completato entro il 1453.

## Storia
Il pannello venne fuso con la tecnica della cera persa tra la seconda metà del 1446 e la partenza dell'artista da Padova, nel 1453. Le opere vennero ritoccate per molto tempo, ben oltre la partenza di Donatello: se ne ha notizia fino al 1477.
Poiché la struttura architettonica originale dell'altare andò distrutta sul finire del XVI secolo, nel 1895 l'architetto Camillo Boito ne realizzò una, controversa, ricostruzione. Il rilievo del Cristo morto è stato collocato in posizione centrale nell'altare ottocentesco, benché si fosse trovato forse sotto la Madonna col Bambino.

## Descrizione e stile
Su uno sfondo preziosamente cesellato con tondi ed altri motivi geometrici, due angeli reggono una cortina, davanti alla quale sta il Cristo morto in piedi, secondo l'iconografia medievale. Il suo corpo è ben calibrato, ma non ha i tratti duri ed espressivi del vicino Crocifisso a tutto tondo, realizzato pochi anni prima dell'altare. La sua testa, piegata a sinistra, non raggiunge l'intensità patetica di altre opere, essendo improntata a un'espressione di maggior compostezza, in cui spiccano solo gli occhi incavati e la bocca leggermente dischiusa. 
Più rattristati appaiono i due angeli, le cui ali invadono la cornice esterna. Essi hanno un piede sulla lastra della deposizione e tengono la tenda con una mano (in realtà la accarezzano semplicemente, non la afferrano) e con l'altro gomito piegato tengono fermo un lembo, mentre la mano corrispondente è appoggiata in un gesto di sorpresa sulla guancia. L'angelo di destra, con la bocca spalancata, appare più colpito dal lutto, mentre quello di sinistra ha gesti più moderati e sembra preso da un pianto silenzioso.